# Joaquim Lobo de Miranda
Joaquim Lobo de Miranda, primeiro e único visconde de Miranda (Figueira da Foz, 17 de setembro de 1845 – Lagos, 6 de setembro de 1940), foi um proprietário de imóveis na Bordeira, Algarve, além de vereador de Lagos e vice-cônsul do Brasil e Argentina na região.
Filho de Manuel Lobo de Viana e de Joaquina Cândida de Miranda. Casou-se com Bebiana de Sousa Serrão Cintra, com quem teve dois filhos: José e Joaquim.